# Mespuits
Mespuits település Franciaországban, Essonne megyében. Lakosainak száma 188 fő (2022. január 1.). Mespuits Puiselet-le-Marais, Blandy, Bois-Herpin, Brouy, Champmotteux, Gironville-sur-Essonne, Roinvilliers és Valpuiseaux községekkel határos.

## Népesség
A település népességének változása:
| Lakosok száma | 202  | 206  | 212  | 211  | 214  | 227  | 214  | 201  | 188  |
|               | 2013 | 2015 | 2016 | 2017 | 2018 | 2019 | 2020 | 2021 | 2022 |